# أكاديمية أفلام الخيال العلمي والفنتازيا والرعب
أكاديمية أفلام الخيال العلمي والفنتازيا والرعب (بالإنجليزية: Academy of Science Fiction, Fantasy and Horror Films)‏ هي منظمة غير ربحيَّة أمريكيَّة تأسست على يد الدكتور دونالد ريد عام 1972، معتمدة على الهيكل الأساسي لجمعية الكونت دراكولا التي كانت قد أُسست عام 1962، بهدف تكريم كتّاب وفنانيّ الخيال العلمي والفنتازيا والرعب، والترويج للأفلام والمسلسات التلفزيونية والفيديو المنزلي الاي تنتمي لهذه الأنواع. يقع مقر الأكاديمية في مدينة لوس أنجلوس بولاية كاليفورنيا، وتضمّ العاملين في أفلام الخيال العِلمي والخيال والرعب من كُتّاب ومُنتِجين ومُخرجين ومصمِّمي المؤثرات الخاصة وممثلين وممثلات، وهؤلاء الأعضاء هم الذين يصوِّتون لاختيار الفائزين بجوائز زحل التي تمنحها الأكاديمية سنويًّا في عدة فئات. أما الجائزة نفسها فهي عبارة عن مجسَّم لكوكب زحل تحيط به هالة من أشرطة السينما، ويستند على قاعدة رأسية مُلولبة، لذلك تُعرف الجائزة باسم اللولب الذهبي.

## وصلات خارجية
- الموقع الرسميّ (بالإنجليزية)